# Kuckuckshummeln

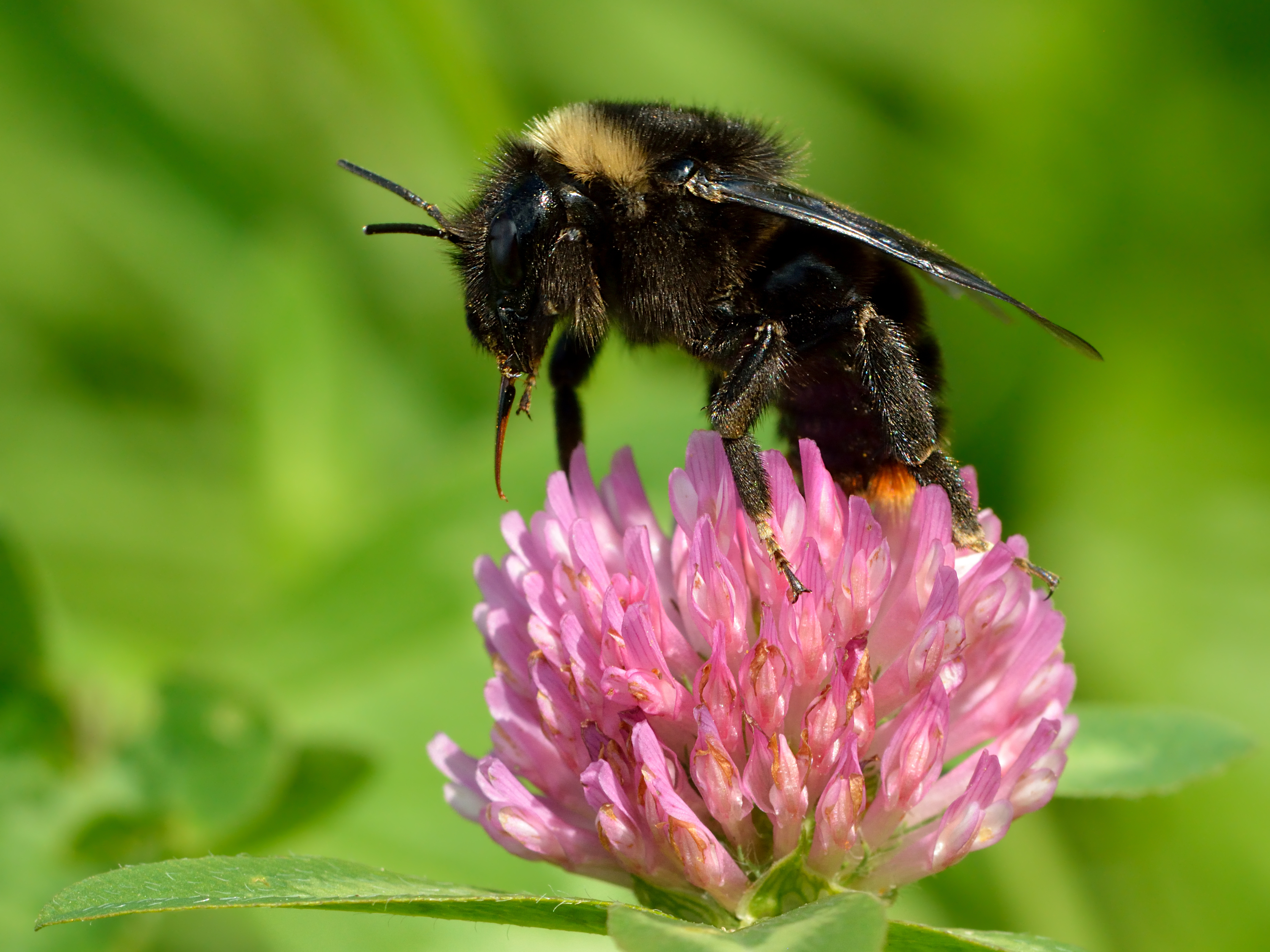
Felsen-Kuckuckshummel

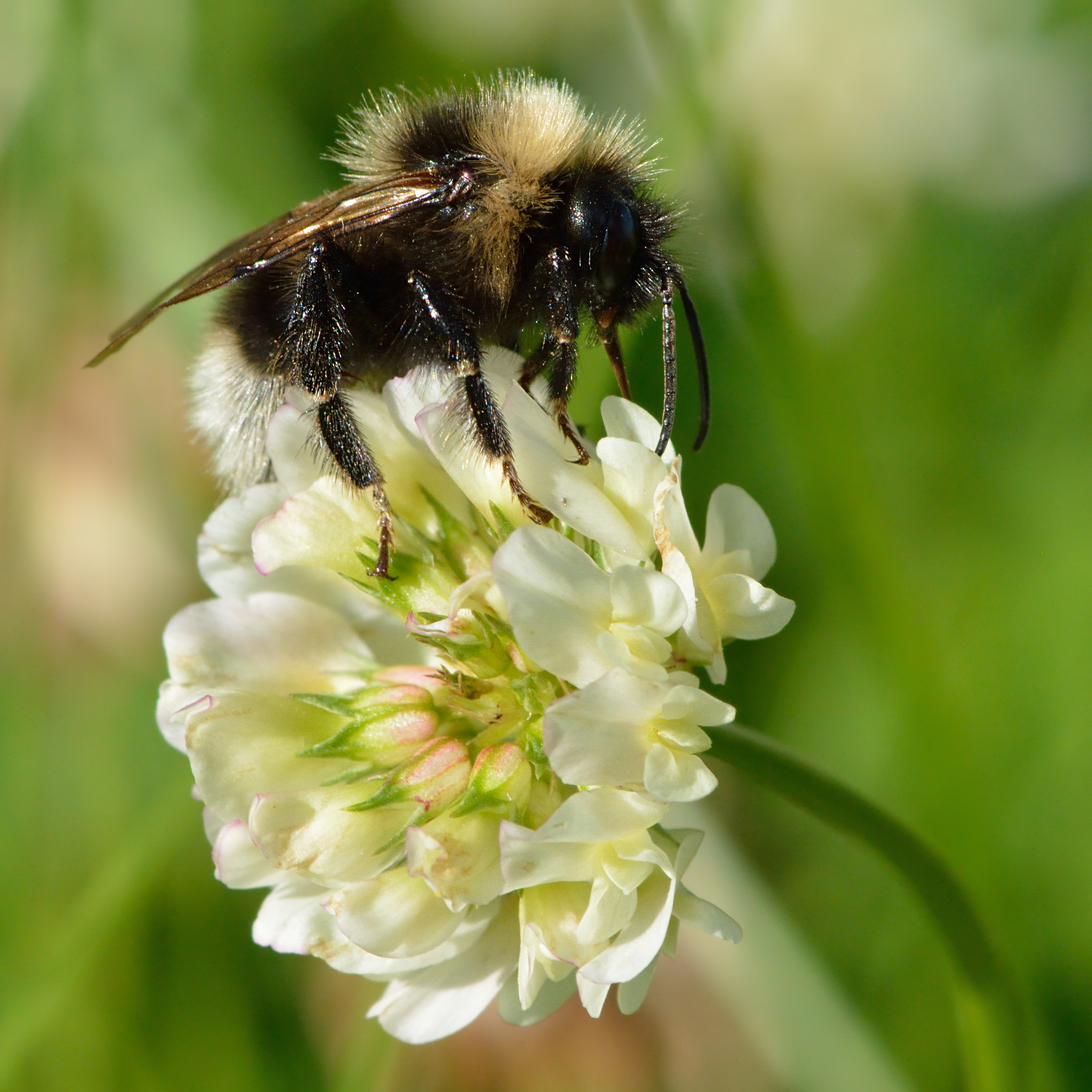
Bärtige Kuckuckshummel

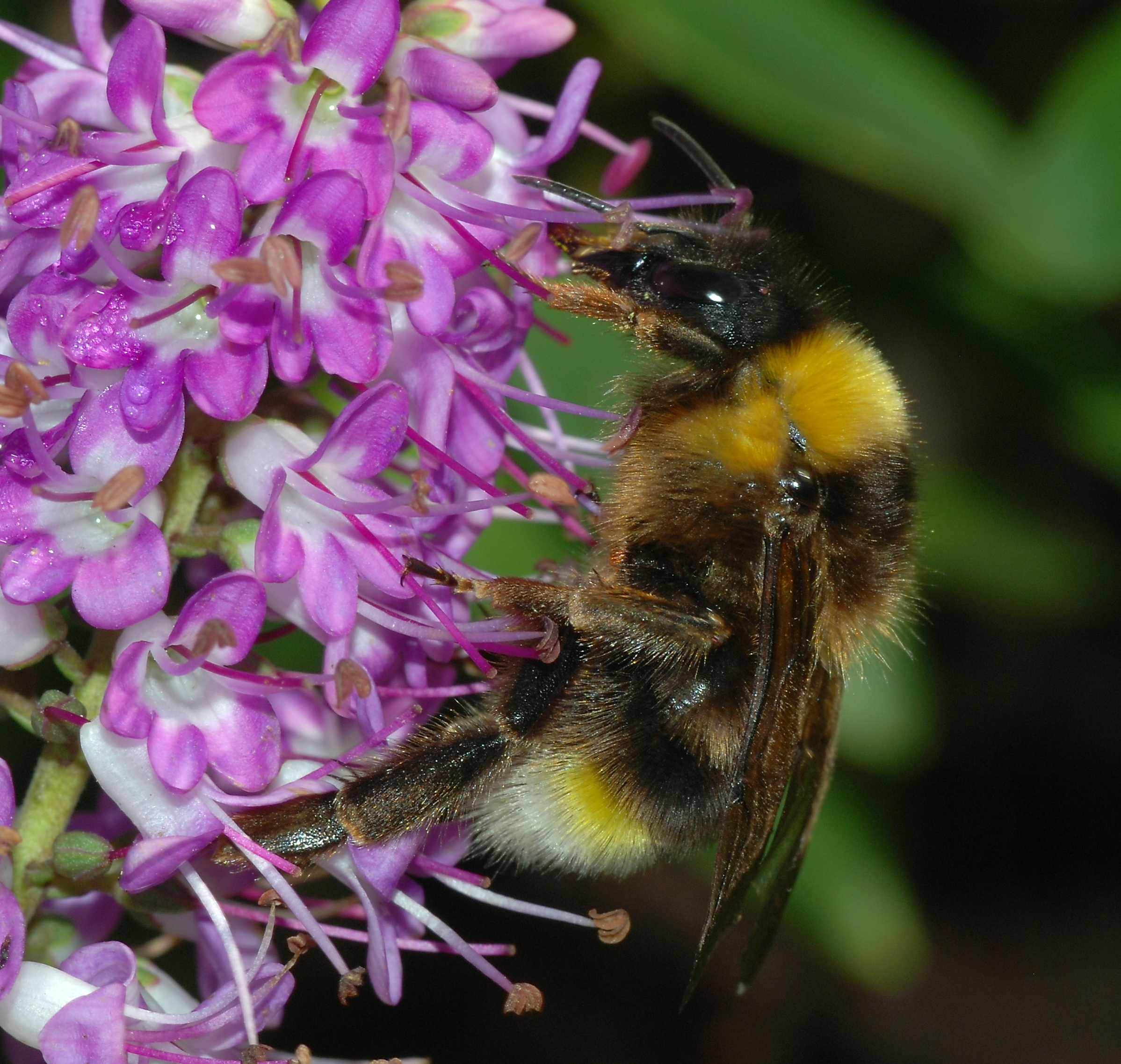
Keusche Kuckuckshummel

Die Kuckuckshummeln (Psithyrus) sind eine Untergattung der Hummeln aus der Überfamilie der Bienen.
Kuckuckshummeln sind Sozialparasiten der übrigen Hummeln (Bombus). Anders als sonstige Vertreter jener Gattung haben die Kuckuckshummeln keine besondere Beinbehaarung zum Sammeln von Pollen. Auch fehlt in den Völkern dieser Insekten die Gruppe der Arbeiterinnen: Ein Volk besteht ausschließlich aus Drohnen und Vollweibchen (die im Volk der Hummeln als Königinnen bezeichnet würden). Wegen ihrer parasitierenden Lebensweise werden diese Tiere nach dem Kuckuck benannt, der seine Jungen von fremden Elterntieren aufziehen lässt. In gleicher Weise lassen die Kuckuckshummeln die anderen Hummeln für sich arbeiten, also Nahrung beschaffen, und ihre Jungtiere großpflegen.

## Lebensweise
Weibchen der europäischen Kuckuckshummeln ähneln oft in ihrer Färbung und Zeichnung ihren Wirtsarten (also den von ihnen parasitierten sozialen Hummelarten), diese Regel gilt aber nicht für die nordamerikanischen Arten der Untergattung. Als möglicher Grund wird Müllersche Mimikry vermutet.
Die Kuckuckshummeln erscheinen nach der Überwinterung etwas später als die Königinnen der Hummelarten, bei denen sie parasitieren. Das Weibchen dringt in das noch im Aufbau begriffene Nest einer Hummel-Königin ein und beginnt dort mit der Eiablage. Dabei kommt es oftmals zu Kämpfen zwischen der eindringenden Kuckucks-Königin und den im Nest lebenden Arbeiterinnen, die jedoch im Regelfall gegen den Kuckuck nicht bestehen werden. Ein Kampf der beiden Königinnen scheint dagegen die Ausnahme zu sein. Die Kuckuckshummeln ähneln ihren Wirtsarten in der spezifischen Zusammensetzung der Kohlenwasserstoff-Moleküle ihrer Cuticula, die für die Erkennung der Arten wichtig ist, sie können sich so möglicherweise leichter unerkannt ins Nest schmuggeln.
Kuckuckshummeln sind in der Regel wirtsspezifisch. Von 8 Arten ist nur eine einzige Hummelart als Wirt bekannt, bei 8 weiteren sind es wenige (2 bis 5), in der Regel verwandte Arten. Von den übrigen Arten liegen unzureichende Daten vor. Kuckuckshummeln sind generell seltener als ihre Wirte, ihr Verbreitungsgebiet ist in der Regel kleiner, vor allem zum Rand des Areals des Wirtes hin. Dadurch sind sie häufiger vom Aussterben bedroht als ihre Wirtshummeln.

### Folgen für die Wirte
Die größere Gefahr für die Wirtskönigin besteht darin, dass sie an Vernachlässigung durch die eigenen Arbeiterinnen eingeht.
Die eingedrungene Kuckuckshummel beginnt nunmehr mit der Oophagie, das heißt, sie verzehrt die Eier der Wirtskönigin, während sie selbst mit der Eiablage beginnt. Umgekehrt werden gelegentlich auch die Eier der Kuckuckshummel von der Wirtskönigin und den verbliebenen Arbeiterinnen verzehrt.
Geschlüpfte Kuckuckshummeln beteiligen sich nicht am Sammeln von Nahrung und kaum an der Brutpflege. Auch sie verlassen zur Paarung das Nest des Bombus-Volkes. Die begatteten Vollweibchen überwintern analog zu den Königinnen der Bombus-Hummeln an versteckten Plätzen.

## Systematik
Die Kuckuckshummeln wurden längere Zeit von den meisten Autoren als eigenständige Gattung angesehen. Phylogenetische Untersuchungen in den 1990er Jahren ergaben aber, dass Kuckuckshummeln und Hummeln nicht in einem Schwestergruppenverhältnis zueinander stehen, die Gattung Bombus ist nach Abspaltung von Psithyrus paraphyletisch. Die gemeinsamen Besonderheiten im Körperbau der Kuckuckshummeln sind vor allem eine Anpassung an die parasitische Lebensweise. Eine Lösung wäre die Aufspaltung der Gattung Bombus in weitere Gattungen, was von den meisten Experten wegen der ausgesprochenen Einheitlichkeit der Gruppe abgelehnt wird. Nach dem derzeit akzeptierten Stand der Systematik wird deshalb Psithyrus nur als Untergattung von Bombus angesehen.
Die Untergattung Psithyrus ist nach phylogenomischen Analysen (Vergleich der Verwandtschaft anhand homologer DNA-Sequenzen) monophyletisch. Das bedeutet, die Kuckuckshummeln bilden eine natürliche Verwandtschaftsgruppe, es sind nicht etwa die parasitischen Arten jeweils mit ihren Wirten näher verwandt.
Die Untergattung umfasst knapp 30 Arten mit fast weltweiter Verbreitung, überall dort, wo ihre Wirte leben, d. h. in der Holarktis, in Südostasien und in Südamerika. Kuckuckshummel-Arten fehlen aber den verhältnismäßig wenigen Hummelarten der hohen Gebirge und der tropischen Breiten. Viele Arten sind weit verbreitet, mindestens zwei davon kommen sowohl in Europa wie auch in Nordamerika vor. Zusätzlich sind zwei sozialparasitische Hummelarten bekannt, die nicht zu Psithyrus gehören.

## Arten (Auswahl)
- Bärtige Kuckuckshummel (Bombus (Psithyrus) barbutellus) – Wirte: Bombus hortorum, Bombus hypnorum
- Angebundene Kuckuckshummel (Bombus (Psithyrus) bohemicus) – Wirt: Bombus lucorum
- Feld-Kuckuckshummel (Bombus (Psithyrus) campestris) – Wirte: Bombus pascuorum, Bombus humilis, Bombus pomorum, Bombus pratorum
- Gelbe Alpenkuckuckshummel (Bombus (Psithyrus) flavidus ) – Wirt: Bombus jonellus
- Norwegische Kuckuckshummel (Bombus (Psithyrus) norvegicus) – Wirt: Bombus hypnorum
- Vierfarbige Kuckuckshummel (Bombus (Psithyrus) quadricolor) – Wirt: Bombus soroeensis
- Felsen-Kuckuckshummel (Bombus (Psithyrus) rupestris) – Wirt: Bombus lapidarius
- Wald-Kuckuckshummel (Bombus (Psithyrus) sylvestris) – Wirte: Bombus pratorum, Bombus jonellum
- Keusche Kuckuckshummel (Bombus (Psithyrus) vestalis) – Wirt: Bombus terrestris

Die Angabe der Wirte beruht auf der skandinavischen Bearbeitung durch Astrid Løken

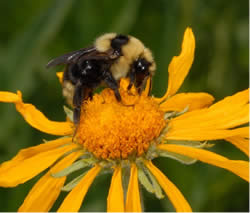
Bombus (Psithyrus) insularis
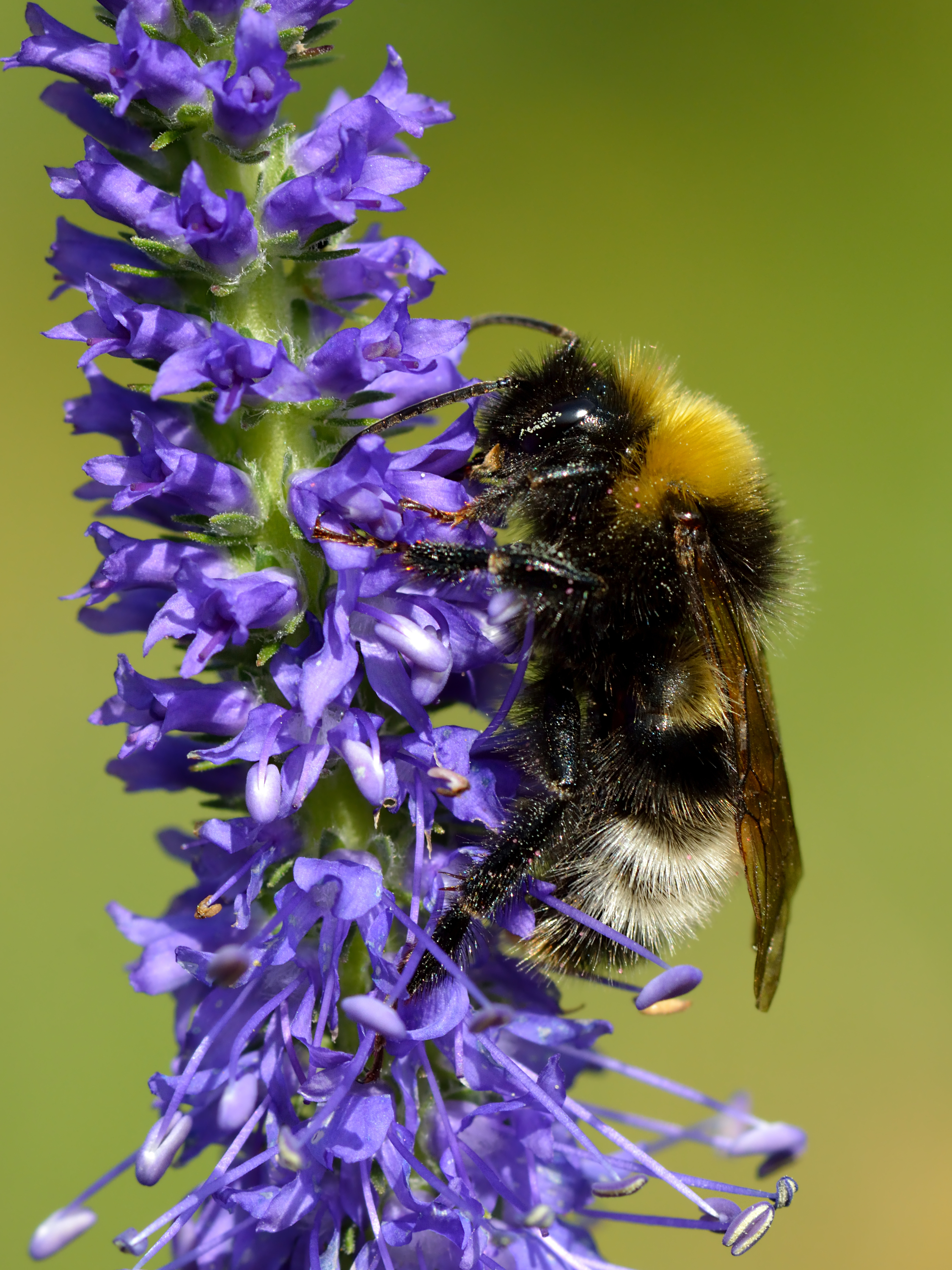
Norwegische Kuckuckshummel
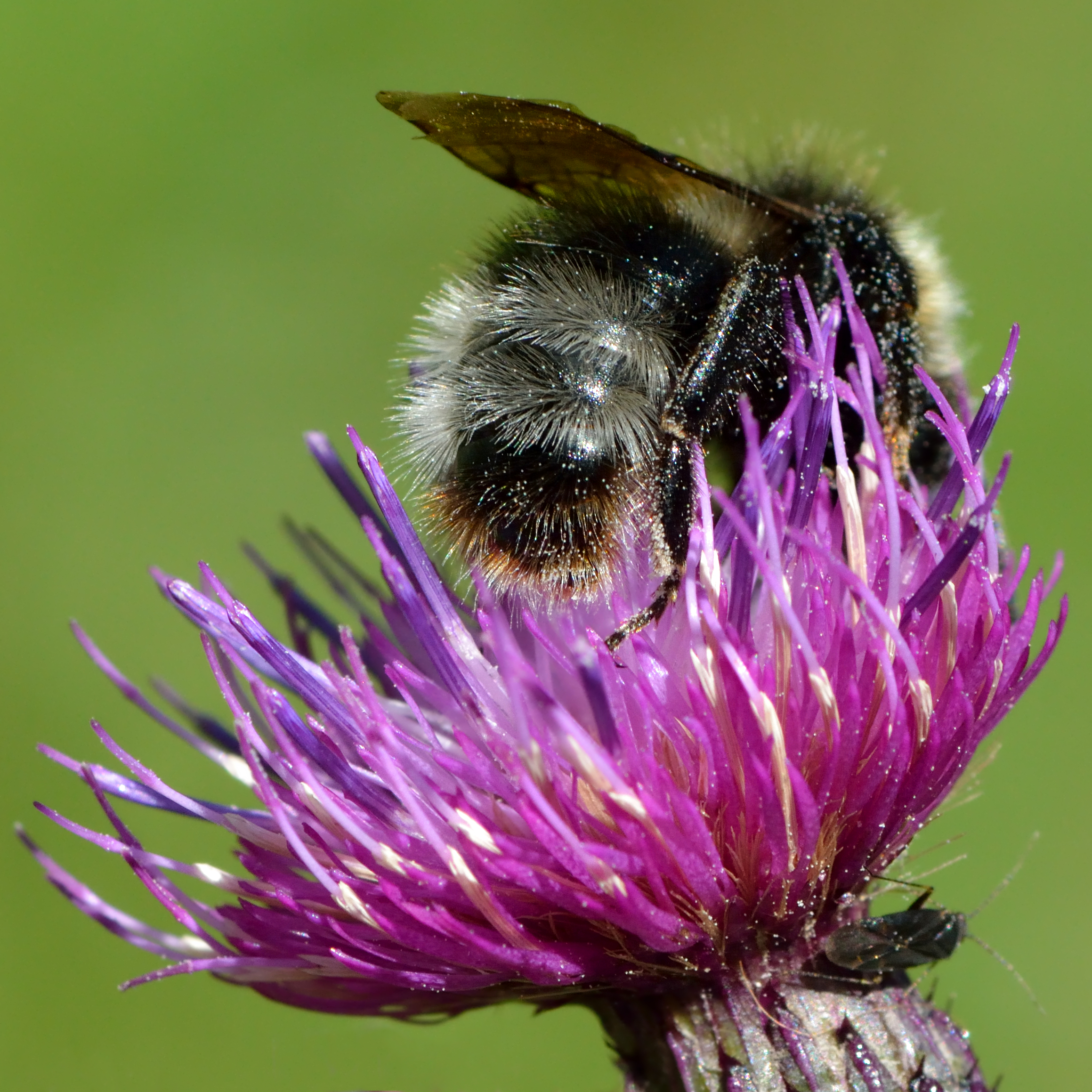
Wald-Kuckuckshummel